# قایق موشک‌انداز تندر
| تندر ایران ·                            | تندر ایران ·                       |
| --------------------------------------- | ---------------------------------- |
| قایق موشک‌انداز تندر در رژه مشترک دریایی |                                    |
| اطلاعات کلی                             |                                    |
| نوع کشتی                                | قایق موشک‌انداز                     |
| کلاس                                    | کلاس Houdong                       |
| کشور سازنده                             | چین                                |
| ساخت کارخانه                            | صنایع دریایی ژانژیانگ              |
| تاریخ به آب اندازی                      | نامعلوم                            |
| ورود به ناوگان                          | سپتامبر ۱۹۹۴                       |
| مشخصات                                  |                                    |
| طول کشتی                                | ۳۸٫۶ متر                           |
| پهنای بدنه                              | ۶٫۸ متر                            |
| ارتفاع ستون                             | ۲٫۷ متر                            |
| بارگیری استاندارد                       | ۱۷۴ تن                             |
| حداکثر ظرفیت بارگیری                    | ۲۰۸ تن                             |
| نوع موتور                               | ۳ دیزل، ۳ شافت                     |
| تعداد خدمه                              | ۲۸ نفر                             |
| سرعت                                    | ۳۵ گره دریایی (۶۵ کیلومتر بر ساعت) |
| برد عملیاتی                             | ۱۴۸۰ کیلومتر                       |
| جنگ‌افزارها                              |                                    |
| توپخانه                                 | ۱×توپ دو لول AK-230                |
| سیستم موشکی                             | ۴ موشک قادر یا نور                 |
| توپخانه ضدهوایی                         | ۱×توپ دو لول ۲۳ میلی‌متری           |
| سرنوشت                                  |                                    |

قایق موشک‌انداز تندر یا ناوچه تندر یک شناور تندرو آفندی است، که بر پایه شناورهای چینی کلاس Houdong ساخته شد. شناور چینی نیز در واقع نسخه بازطراحی شده شناورهای روسی کلاس اوسا است. در حال حاضر ده فروند از شناور تندر در اختیار نیروی دریایی سپاه پاسداران انقلاب اسلامی قرار دارد و تا پیش از به‌کارگیری ناو شهید ناظری سنگین‌ترین شناور این نیرو بود.

## تاریخچه و طراحی
مذاکرات برای سفارش شناور تندرو آفندی با طرف چینی از سال ۱۹۹۱ آغاز شد اما با توجه به تغییرات صورت گرفته در نوع موشک تحویل آن با تأخیر و در دو نوبت در سال‌های ۱۹۹۴ و ۱۹۹۶ انجام شد.
در نسخه چینی محفظه‌های حجیم موشک ضدکشتی پی-۱۵ ترمیت با موشک‌های چینی C-801 و C-802 جایگزین شدند که در نتیجه فضای بیشتری برای اتاق فرماندهی ایجاد گردید. موشک‌های چینی به تدریج با نسخه ایرانی قادر و نور جایگزین شدند که در حال حاضر سلاح اصلی شناور تندر محسوب می‌شود. با توجه به نوع طراحی این کلاس از شناورها تمرکز اصلی بر روی حمله با موشک‌های کروز به اهداف دریایی و ساحلی بوده، و قابلیت‌های محدودی در دفاع هوایی داشته و عملاً فاقد توان نبرد ضد زیردریایی و حمله زمینی است.

## کاربران
به جز ده فروندی که در اختیار ایران است، چهار کشور بنگلادش، پاکستان، کره شمالی و یمن کاربران نسخه چینی آن هستند. چین نیز چند فروند شناور کلاس Houdong را به‌طور محدود در اختیار دارد.